# Spirit Design
Die Spirit Design - Innovation and Brand GmbH (kurz Spirit Design) ist ein österreichisches Designunternehmen. Zu den Kunden zählen renommierte Marken und Unternehmen, unter anderem die Deutsche Telekom, der Flughafen Wien, die Mobilkom Austria, die Österreichische Mineralölverwaltung (OMV), die Österreichischen Bundesbahnen (ÖBB), Red Bull, Siemens sowie die Telekom Austria. Für seine Leistungen hat Spirit Design zahlreiche in- und ausländische Auszeichnungen für Product Design und Corporate Design erhalten.
Spirit Design wurde 1993 von Daniel Huber, Ralf Christoffer und Georg Wagner als Designunternehmen in Wien gegründet. Schon zur Anfangszeit hatte es einige renommierte Kunden, wie die Vereinten Nationen (UNO), die Telekom Austria oder die International Business Machines Corporation (IBM). 1996, als der Personalstand sieben Mitarbeiter betrug, siedelte das Unternehmen in ein größeres Büro um.
Der Firmensitz befindet sich seit Dezember 2012 im 16. Wiener Gemeindebezirk. Im Jahr 2011 hat Ralf Christoffer das Unternehmen verlassen, sodass die Geschäftsführung ab diesem Zeitpunkt aus Daniel Huber und Georg Wagner bestand.
Daniel Huber hat Juli 2018 Spirit Design verlassen. Georg Wagner führt nun das Unternehmen als alleiniger Geschäftsführer und 90 % Eigentümer weiter.

## Auszeichnungen (Auswahl)
- Designpreis der Bundesrepublik Deutschland[4]
  - 2006: City Airport Train
  - 2009: Rosenbauer Panther
- red dot design award[5]
  - 2006: Fischer Alpinskimodell AMC
  - 2006: Rosenbauer Panther
  - 2008: Metz Aerials Drehleiter L32
  - 2009: ÖBB Railjet
- IF Design Award[6]
  - 2009: ÖBB Railjet
  - 2010: pewag Snox Verpackungsdesign
- Preis für Gute Gestaltung des DDC Deutscher Designer Club
  - 2009: ÖBB Railjet
  - 2010: pewag Snox Verpackungsdesign
  - 2011: Rosenbauer AT
- Good Design Awards
  - 2009: ÖBB Railjet